# Ficus Ruminalis
El Ficus Ruminalis era una higuera salvaje del Monte Palatino que se encontraba cerca de la gruta Lupercal. Se decía de este árbol que estaba consagrado a la diosa Rumina. Era también el lugar donde la tradición decía que el cesto que transportaba a Rómulo y Remo encalló en las orillas del Tíber y donde fueron recogidos por una loba.
La tradición decía que este árbol fue luego transportado por el augur Attus Navius y situado en el Comitium. Ovidio afirma que sólo quedaron vestigios en el lugar original en su momento, pero Livio, al contar la historia de los niños, dice que Ogulnii, edil en 296 a. C., erigió un monumento que representaba a la pareja y a la loba, ad ficum ruminalem. Se ha sugerido también que los Plutei de Trajano provienen de un pequeño recinto construido alrededor del Ficus Ruminalis y de una estatua de Marsias.
Es posible que el lugar continuó siendo llamado Ficus Ruminalis, aun después de que el mismo árbol hubiese desaparecido. Ruminalis, de acuerdo con alguna opinión, está conectado con Ruma el Etrusco, el nombre del que Roma y Rómulo derivan. 
Los mismos romanos, sin embargo, derivaban su nombre de ruma, rumis, mamas; y Herbig ha sugerido que "Roma" es la forma latinizada, y como nombre propio significa "grandes mamas", i.e., fuerte o poderoso.
Cuando el árbol empezó a secarse en 58 d. C. fue visto como un mal augurio para Roma.